# A Town Called Hypocrisy
Singles de Lostprophets
Rooftops
(2006) Can't Catch Tomorrow (Good Shoes Won't Save You This Time)
(2006)
A Town Called Hypocrisy est une chanson du groupe gallois Lostprophets. Il s'agit du second single extrait de leur troisième album Liberation Transmission.
La chanson est jouée par le Fulham Football Club lors de l'entrée des joueurs en deuxième mi-temps.

## Clip vidéo
Il représente le chanteur Ian Watkins en tant que présentateur de télévision pour enfants sur une émission de télévision fictive appelée Town Time. La vidéo montre aussi la juxtaposition des attitudes du groupe entre le moment où ils apparaissent lors de la transmission et quand ils sont montrés dans les coulisses de l'émission. Pendant la transmission, il montre les autres membres du groupe habillé comme : un soldat de plomb, un policier, un médecin, un ouvrier et un alcoolique.
La vidéo, même si elle est apparemment axée sur des enfants en bas âge, ce qui semble tout à fait innocent, est remplie de références sexuelles, subtiles ou évidentes.
Un exemple des références plus subtiles au début, quand Tim (Watkins) et Mary terminant le 5000e épisode, Tim répond à la question de Mary, « Qu'avons-nous appris aujourd'hui, Tim ?" "Nous avons appris le partage, en disant : 's'il vous plaît' et par voie orale [il s'arrête ici, Mary le pousse alors du coude] l'hygiène ("We've learnt about sharing, saying 'please' and oral hygiene").
Un exemple des références les plus évidentes est la consommation d'alcool et les femmes légèrement vêtues (de toutes sortes de tenues, allant de l'animal à une dent) ou quand Tim et Mary brossent une dent.